# محمد ماديك
محمد ولد محمد أحيد ولد ماديك الخنفري الشنقيطي. ولد سنة 1940م حوالي سنة 1359 هجرية بمدينة كيفة التابعة لمقاطعة لعصابة في موريتانيا، حيث نشأ ودرس علوم القرآن الكريم، السيرة النبوية المباركة واللغة العربية. ثم إلتحق بالجامعة الإسلامية بالمدينة المنورة وحصل منها على شهادة الإجازة العالية (الليسانس) من كلية الشريعة وفي هذه الفترة لازم العلامة الشيخ محمد الأمين الشنقيطي بن محمد المختار المكنى ب (آبّ ولد اخطور) فدرسه التفسير والعقيدة كما درس العقيدة على يد الشيخ عبد العزيز بن باز. وأعطي الجنسية السعودية بأمر من الملك فيصل حيث عمل مدرس في وزارة الأوقاف في المملكة العربية السعودية وبعد سنتين قدم أستقالته وإرتحل إلى جمهورية مصر العربية حيث إلتحق بجامعة الأزهر حيث حصل على شهادة الماجستير في الفقه المقارن بتقدير جيد جدا ثم درجة الدكتوراه عام 1976م في نفس التخصص مع مرتبة الشرف الأولى عن (تحقيق الكافي في فقه أهل المدينة المالكي - الإمام الحافظ ابن عبد البر)، وبعد ذلك رجع إلى المملكة العربية السعودية وعينته الرئاسة العمة لأدارات البحوث العلمية والإفتاء والدعوة والإرشاد مدير لمركز الدعوة السعودي في موريتانيا وفي بداية الثمانينيات قام بتأسيس المعهد السلامي السلفي بكيفه مازال قائما حتى الآن في موريتانيا. عُرف عنه الذكاء واللباقة والاجتهاد والهيبة. اجتهد في طلب العلم فأصبح من علماء الأمة. توفي بموريتانيا في السادس من ينايرسنة 1997م حوالي 1417 هجرية.

## مؤلفاته
تحقيق الكافي في فقه أهل المدينة المالكي - الإمام الحافظ ابن عبد البر
الرسالة السلفية في العقيدة الإسلامية
مختصر كتاب جامع بيان العلم وفضله - الإمام الحافظ ابن عبد البر